# Лєна Литвак
Лєна Литвак (англ. Lena Litvak; нар. 25 грудня 1989) — колишня американська тенісистка.
Найвищу одиночну позицію світового рейтингу — 325 місце досягла 6 липня 2009, парну — 228 місце — 17 вересня 2012 року.
Здобула 1 одиночний та 8 парних титулів.

## Фінали ITF
| Легенда             |
| ------------------- |
| турніри $50,000     |
| турніри $25,000     |
| $10,000,000 турніри |

### Одиночний розряд (1–0)
| Результат | Ранг | Дата           | Турнір                    | Покриття | Суперниця            | Рахунок            |
| --------- | ---- | -------------- | ------------------------- | -------- | -------------------- | ------------------ |
| Перемога  | 1.   | 19 червня 2011 | Бетані-Біч (Делавер), США | Ґрунт    | Марія Фернанда Алвеш | 7–6(7–1), 4–6, 6–3 |

### Парний розряд (8–6)
| Результат | Ранг | Дата            | Турнір                                        | Покриття | Партнерка         | Суперниці                                           | Рахунок               |
| --------- | ---- | --------------- | --------------------------------------------- | -------- | ----------------- | --------------------------------------------------- | --------------------- |
| Перемога  | 1.   | 3 серпня 2007   | Каракас, Венесуела                            | Тверде   | Теґан Едвардс     | Карен Кастібланко Мануела Еспосіто                  | 6–4, 3–6, 7–6(7–2)    |
| Поразка   | 1.   | 10 серпня 2007  | Каракас, Венесуела                            | Тверде   | Теґан Едвардс     | Ангелина Габуєва Маріана Мусі                       | 2–6, 2–6              |
| Перемога  | 2.   | 15 березня 2008 | Рамат-га-Шарон, Ізраїль                       | Тверде   | Ніколе Клеріко    | Кейті Ракерт Од Вермузен                            | 6–3, 6–1              |
| Поразка   | 2.   | 26 квітня 2008  | Толука-де-Лердо, Мексика                      | Тверде   | Ребекка Маріно    | Августіна Лепоре Фредеріка Пієдаде                  | 4–6, 2–6              |
| Перемога  | 3.   | 21 червня 2008  | Алкобаса, Португалія                          | Тверде   | Паула Сабала      | Верена Пікколо Елісон Шемон                         | 6–4, 6–2              |
| Поразка   | 3.   | 20 березня 2010 | Ірапуато, Мексика                             | Тверде   | Наталія Рижонкова | Флоренсія Молінеро Марія Ірігоєн                    | 7–6(7–3), 2–6, [7–10] |
| Поразка   | 4.   | 16 квітня 2011  | Каракас, Венесуела                            | Тверде   | Аманда Макдавелл  | Адріана Перес Карен Кастібланко                     | 6–7(10–12), 4–6       |
| Перемога  | 4.   | 18 червня 2011  | Бетані-Біч, США                               | Ґрунт    | Александра Гірш   | Габуєва Ангелина Олександрівна Марія Фернанда Алвеш | 7–5, 3–6, [10–8]      |
| Перемога  | 5.   | 28 серпня 2011  | Сан-Луїс-Потосі (штат), Мексика               | Тверде   | Ніка Кухарчук     | Андреа Бенітес Марґарет Лумія                       | 6–1, 6–4              |
| Перемога  | 6.   | 20 липня 2013   | Challenger Banque Nationale de Granby, Канада | Тверде   | Керол Чжао        | Жюлі Куен Емілі Веблі-Сміт                          | 7–5, 6–4              |
| Перемога  | 7.   | 21 червня 2014  | Бетані-Біч, США                               | Ґрунт    | Александра Мюллер | Ріма Асатріан Катеріна Стюарт                       | 6–4, 6–1              |
| Перемога  | 8.   | 28 червня 2014  | Шарлотт (Північна Кароліна), США              | Ґрунт    | Александра Мюллер | Софі Чанг Енді Деніелл                              | 6–3, 6–3              |
| Поразка   | 5.   | 10 серпня 2014  | Ландісвілл (Пенсільванія), США                | Тверде   | Александра Мюллер | Джеймі Лоеб Саназ Маранд                            | 6–7(5–7), 1–6         |
| Поразка   | 6.   | 24 січня 2015   | Сен-Мартен (Франція), Франція                 | Тверде   | Соня Молнар       | Алекса Гуарачі Окуно Аяка                           | 5–7, 3–6              |